# Lyon County (Kentucky)
Das Lyon County ist ein County im US-amerikanischen Bundesstaat Kentucky. Im Jahr 2020 hatte das County 8680 Einwohner und eine Bevölkerungsdichte von 15,6 Einwohnern pro Quadratkilometer. Der Verwaltungssitz (County Seat) ist Eddyville.

## Geographie
Das County liegt im Südwesten von Kentucky, ist im Süden etwa 25 km von Tennessee und im Norden etwa 30 km von Illinois entfernt. Es hat eine Fläche von 664 Quadratkilometern, wovon 105 Quadratkilometer Wasserfläche sind. Das County liegt an den Unterläufen des Cumberland und des Tennessee River.
An das Lyon County grenzen folgende Nachbarcountys:
| Livingston County | Crittenden County |                 |
|                   |                   | Caldwell County |
| Marshall County   | Trigg County      |                 |

## Geschichte
Das Lyon County wurde am 14. Januar 1854 aus Teilen des Caldwell County gebildet. Benannt wurde es nach Chittenden Lyon, einem Sohn des frühen Siedlers Matthew Lyon.

## Demografische Daten
Nach der Volkszählung im Jahr 2010 lebten im Lyon County 8314 Menschen in 3272 Haushalten. Die Bevölkerungsdichte betrug 14,9 Einwohner pro Quadratkilometer. In den 3272 Haushalten lebten statistisch je 2,02 Personen.
Ethnisch betrachtet setzte sich die Bevölkerung zusammen aus 93,0 Prozent Weißen, 5,4 Prozent Afroamerikanern, 0,2 Prozent amerikanischen Ureinwohnern, 0,3 Prozent Asiaten sowie aus anderen ethnischen Gruppen; 1,2 Prozent stammten von zwei oder mehr Ethnien ab. Unabhängig von der ethnischen Zugehörigkeit waren 1,3 Prozent der Bevölkerung spanischer oder lateinamerikanischer Abstammung.
15,4 Prozent der Bevölkerung waren unter 18 Jahre alt, 63,5 Prozent waren zwischen 18 und 64 und 21,1 Prozent waren 65 Jahre oder älter. 44,7 Prozent der Bevölkerung war weiblich.
Das jährliche Durchschnittseinkommen eines Haushalts lag bei 42.079 USD. Das Pro-Kopf-Einkommen betrug 19.036 USD. 14,0 Prozent der Einwohner lebten unterhalb der Armutsgrenze.

## Ortschaften im Lyon County
Citys
- Eddyville
- Kuttawa

Unincorporated Communities
| - Buena Vista Estates - Carmack - Confederate - Cross Road - Dryden Estates - Eddy Bay | - Eden Bay - Fairview - Greenacres - Indian Hills - Lamasco - Palisades | - Paradise Hills - Saratoga - Suwanee - Twin Lakes - Wildwood Hills |

## Gliederung
Das Lyon County ist in drei Census County Divisions (CCD) eingeteilt:
| CCD                        | Einwohner 2010 | Einwohner 2020 | FIPS     |
| -------------------------- | -------------- | -------------- | -------- |
| Eddyville CCD              | 6444           | 6882           | 21-91104 |
| Land Between the Lakes CCD | unbewohnt      |                | 21-91978 |
| Southeast Lyon CCD         | 1870           | 1798           | 21-93272 |